# Calle Flygare
Calle Flygare (Malmö; 4 de julio de 1907 - Estocolmo; 3 de diciembre de 1972) fue un actor y director teatral de nacionalidad sueca. Fue director de la escuela teatral que lleva su nombre.

## Biografía
Su verdadero nombre era Carl Emil Anders Flygare, y nació en Malmö, Suecia, siendo sus padres el crítico teatral Carl Flygare y la actriz Ebba Flygare. 
Tras cursar estudios teatrales, fue contratado por Gösta Ekman. Con dura autocrítica, él se consideraba un mediocre actor. En 1940 fundó en su propio apartamento una escuela teatral, en la cual tuvo como alumnos a artistas como Inga Landgré, Willie Andréason, Harriet Andersson, Christer Pettersson, Lars Ekborg y Mai Zetterling. 
Calle Flygare falleció en Estocolmo, Suecia, en1972. Fue enterrado en el Cementerio Norra begravningsplatsen de dicha ciudad.

## Filmografía
- 1932 : Vi som går köksvägen
- 1933 : Kanske en diktare
- 1949 : Törst

## Teatro

### Actor
- 1927 : La fierecilla domada, de William Shakespeare, escenografía de Gösta Ekman y Johannes Poulsen, Teatro Oscar[3]
- 1928 : Gustaf III, de August Strindberg, escenografía de Rune Carlsten, Teatro Oscar[4]
- 1931 : Hans nåds testamente, de Hjalmar Bergman, escenografía de Per Lindberg, Vasateatern[5]
- 1932 : Gröna hissen, de Avery Hopwood, escenografía de Gösta Ekman, Vasateatern[6]
- 1932 : Till Hollywood, de George S. Kaufman y Marc Connelly, escenografía de Gösta Ekman, Vasateatern[7]
- 1932 : Frihetsligan, de Jules Romains, escenografía de Per Lindberg, Vasateatern[8]
- 1932 : Kanske en diktare, de Ragnar Josephson, escenografía de Gösta Ekman, Vasateatern[9][10]
- 1932 : Patrasket, de Hjalmar Bergman, escenografía de Gösta Ekman, Vasateatern[11]
- 1932 : Gröna hissen, de Avery Hopwood, escenografía de Gösta Ekman, Vasateatern[12]
- 1933 : La tía de Carlos, de Brandon Thomas, Teatro Folkan[13]
- 1936 : Kloka gubben, de Paul Sarauw, escenografía de Sigurd Wallén, Södra Teatern[14]

### Director
- 1934 : Alt-Heidelberg, de Wilhelm Meyer-Förster, Skansens friluftsteater